# Нибьонно
Нибьонно (итал. Nibionno) — коммуна в Италии, располагается в регионе Ломбардия, подчиняется административному центру Лекко.
Население составляет 3288 человек, плотность населения составляет 1096 чел./км². Занимает площадь 3 км². Почтовый индекс — 23895. Телефонный код — 031.
Покровителями коммуны почитаются святые апостолы Иаков Зеведеев и Иуда Фаддей, празднование 28 октября.